# Chemometrics and Intelligent Laboratory Systems
Chemometrics and Intelligent Laboratory Systems (abbreviato come Chemometr. Intell. Lab.) è una rivista scientifica di chemiometria peer-reviewed in lingua inglese pubblicata dal 1986.
La periodicità è di 10 uscite l'anno, la rivista è pubblicata dalla Elsevier. Nel 2014 il fattore d'impatto della rivista era di 2,321.

## Indicizzazioni
Il Journal of the American Chemical Society è indicizzato in:
- Analytical Abstracts
- Cambridge Scientific Abstracts
- Chemical Abstracts
- Current Contents
- Current Index to Statistics
- EMBASE
- Inspec
- Science Citation Index
- SCOPUS